# The Love Witch
The Love Witch is een Amerikaanse komediehorrorfilm uit 2016, geschreven, geregisseerd, geproduceerd, gemonteerd en van muziek voorzien door Anna Biller. De film volgt Elaine Parks (gespeeld door Samantha Robinson), een moderne heks die met behulp van magie mannen voor zich probeert te winnen.

## Verhaal
Na de dood van haar echtgenoot verhuist de jonge heks Elaine Parks naar Arcata, Californië. Ze maakt gebruik van rituelen en toverdranken om mannen te verleiden, wat leidt tot een reeks tragische en gewelddadige gebeurtenissen. Uiteindelijk verstrengelen persoonlijke relaties en politieonderzoek zich op een manier die Elaine’s duistere praktijken onthult.

## Rolverdeling
| Acteur                 | Personage      |
| ---------------------- | -------------- |
| Samantha Robinson      | Elaine Parks   |
| Gian Keys              | Griff Meadows  |
| Laura Waddell          | Trish          |
| Jeffrey Vincent Parise | Wayne Peters   |
| Jared Sanford          | Gahan          |
| Robert Seeley          | Richard        |
| Jennifer Ingrum        | Barbara        |
| Clive Ashborn          | Professor King |

## Productie
De film werd op 35mm gefilmd en combineert een moderne setting met een visuele stijl die doet denken aan Technicolor-films uit de jaren zestig. Biller, die een uitgesproken feministische visie hanteert, liet zich bij het maken van de film inspireren door zowel klassieke films als hedendaagse discussies over genderrollen. Filmlocaties waren onder andere Los Angeles en Arcata, Californië.

## Ontvangst
The Love Witch werd door critici geprezen vanwege zijn stijlvolle hommage aan klassieke horror en het onderliggende serieuze onderzoek naar hedendaagse genderdynamieken. De film behaalde hoge scores op recensieaggregators als Rotten Tomatoes en Metacritic en werd opgenomen in diverse lijsten met toonaangevende films van 2016.

## Erkenning
The Love Witch won een gedeelde prijs voor de 'Trailblazer Award' en 'Best Costume Design' bij de Chicago Indie Critics Awards in 2016 en de 'Michael Cimino Best Film Award' bij de American Independent Film Awards in 2017. De Dublin Film Critics' Circle bekroonde M. David Mullen met 'Best Cinematography' voor The Love Witch in 2016. Samantha Robinson werd genomineerd voor 'Best Actress' bij de Fangoria Chainsaw Awards in 2017 voor haar rol als Elaine, en Emma Willis werd in hetzelfde jaar genomineerd voor de 'Technical Achievement Award' voor het haar en make-up door de London Film Critics' Circle.